# Chiesa di San Michele Arcangelo ad Argiano
La chiesa di San Michele Arcangelo è un edificio sacro situato in località Argiano a San Casciano in Val di Pesa.

## Storia
La località Argiano è nota fin dal XII secolo e già all'inizio del XIII risulta incastellata. La chiesa di San Michele arcangelo (localmente conosciuta come Sant'Angelo) appare nei documenti a partire dal 1260. Nel periodo compreso tra il 1276 e il 1303 pagò sempre una decima annua di 5 lire, una cifra modesta, ma sufficiente a mantenere un prete residente. Nel 1310 il rettore era prete Pietro che, insieme al suo collega Chele, rettore della vicina chiesa di santa Maria, lesse pubblicamente la lettera di scomunica del vescovo di Firenze Antonio d'Orso emessa nei confronti di Cenni Pisano, partigiano dell'imperatore Arrigo VII, che aveva invaso e saccheggiato le terre dei due popoli di Argiano.
Il 9 novembre 1390 la chiesa di sant'Angelo venne beneficiata da un lascito testamentario fatto da tale Giovanni Cecchi. Nel 1520 la chiesa venne unita alla parrocchia di Casavecchia, ma l'unione fu solo momentanea, visto che nel 1561 venne annessa alla vicina chiesa di Santa Maria ad Argiano; tale unione era ancora in essere il 5 agosto 1711.
Alla data 26 dicembre 1736 risulta attiva in questa chiesa la confraternita della Cintura di sant'Agostino e qualche anno dopo, comunque prima del 1784, divenne proprietà delle monache di San Frediano di Firenze. Le monache, in seguito, cedettero la chiesa alla famiglia Pandolfi che la trasformò nella cappella privata della loro villa, situata accanto alla chiesa. Ai primi del XX secolo la chiesa e la villa attigua appartenevano alla famiglia Bombassei che la cedettero ai Carradori i quali nel 1970 la vendettero alla famiglia Panzani, tuttora proprietaria, i quali oltre a mantenerla come cappella privata, l'hanno anche restaurata.

## Descrizione
La chiesa di San Michele arcangelo consiste in una aula rettangolare coperta a tetto. Della struttura originale di epoca romanica rimane solo una parte del paramento murario della fiancata settentrionale, costituito da conci di calcare alberese di color avorio disposti a filaretto.
La facciata è frutto dei restauro novecentesco e ha un paramento murario completamente diverso da quello della controfacciata e delle fiancate. Ma in facciata è collocato l'elemento architettonico più interessante di questa chiesa e di tutte le chiese circostanti: si tratta del portale, che per i suoi caratteri è riferibile alla prima metà del XII secolo e geograficamente riferibile all'area aretina-senese.
Il portale presenta un architrave in arenaria scolpita ed è sovrastato da un archivolto a cunei di serpentino verde. L'architrave ha dimensioni del tutto sproporzionate rispetto alla porta; la decorazione è così costituita: al centro un croce greca inserita in un cerchio affiancato da due aquile, accanto alle quali vi sono degli intrecci viminei; al di sopra di questa composizione si trova una ghiera dentellata e un'iscrizione illeggibile. L'archivolto è percorso da tre ordini concentrici di fasce con cordone e conclusi da un listello. Questi due elementi così diversi sono frutto di acquisti sul mercato antiquario e sono stati collocati nella chiesa al tempo della proprietà della famiglia Pandolfi.